# Olib
Olib er en ø i Adriaterhavet ved kysten mod nord i Dalmatien i Kroatien. Den ligger nordvest for Zadar, sydvest for Pag, sydøst for Lošinj og lige øst for Silba.
De første bebyggelser blev oprettet under Romerriget, og Olib blev  nævnt første gang i et dokument i 900-tallet som Aloep. 
Kroater kom til øen i midten af 1400-tallet fra Vrlika i Cetinska Krajina da de flygtede fra den osmanske invasion. 
Øen har mange historiske bygninger og ruiner. Blandt andet er der i kirken «Jomfru Marias Himmelfart»  en samling antikviteter, tårnet Kula, som blev bygget som værn mod pirater, og ruinerne af St. Paulus Kirke og Kloster, som blev forladt i 1200-tallet. 
Olib producerer blandt andet vin, olivenolie og ost. Olib har ingen ferskvandskilder, og derfor har næsten alle husene på øen cisterner for at indsamle  regnvand. Der er også to kommunale brønde til rådighed for indbyggerne. 
Olib har forbindelse til fastlandet via en færge til Zadar, som også går omkring øerne Silba og Premuda. Rejsen til fastlandet tager ca. to timer med en katamaran og tre til fem timer med en bilfærge.